# BookTok
BookTok (česky KnihTok) je komunita fanoušků zaměřující se na knihy a literaturu na sociální síti TikTok. Na této platformě fanoušci vytvářejí videa, ve kterých danou knihu v pár minutách recenzují. Nejčastějšími žánry jsou fantasy knihy, young adult literatura (literatura pro mládež) a romantická literatura.

## Vznik
Booktok komunita vznikla v roce 2020. Nejvíce získala na popularitě během pandemie covidu-19, kdy velké množství lidí bylo nuceno zůstat doma v karanténě a hledat si nové koníčky, mezi něž patřilo i čtení. Tomuto jevu pomohl i algoritmus samotné aplikace. TikTok je schopený si zapamatovat a učit se z toho, co uživatelé nejvíce sledují a doporučovat poté tento obsah mimo danou komunitu fanoušků.

### Tvorba videí
Tvůrci booktokových videí jsou nazýváni[kým?] booktokeři. Především se jedná o mladé ženy a teenagery.[zdroj⁠?!] Nejoblíbenějšími žánry jsou fantasy, romantická literatura a literatura pro mládež, existují ale i videa, která se zaměřují na jiné žánry. Booktokeři vytvářejí a přidávají videa s recenzemi na knihy a doporučeními, co dalšího si přečíst. Také se objevují videa, kde daný tvůrce svým fanouškům ukazuje, které knihy si v poslední době zakoupil. Jedním z populárních typů videí jsou čtecí maratony. Jedná se o video, ve kterém booktoker natočí, kolik toho za určitý časový úsek přečetl. Časové úseky mohou být různé, nejčastěji ale čtecí maratony zahrnují 24, 48 nebo 72 hodin. Objevují se i krátká videa, kde tvůrci doporučují a propagují knihu, kterou sami napsali.

## Vliv na knižní trh
BookToková videa výrazně zvedla poptávku po knihách, které jsou na BookToku nejčastěji rozebírány. Na konci roku 2020, kdy BookTok získal nejvíce na popularitě, nakladatelství Bloomsbury zaznamenalo zvýšení v zisku o 220 %. V roce 2021 se ve Spojených státech amerických prodej knih zvýšil o 9 %. Podobný trend byl zaznamenán i v letech 2023 a 2024.

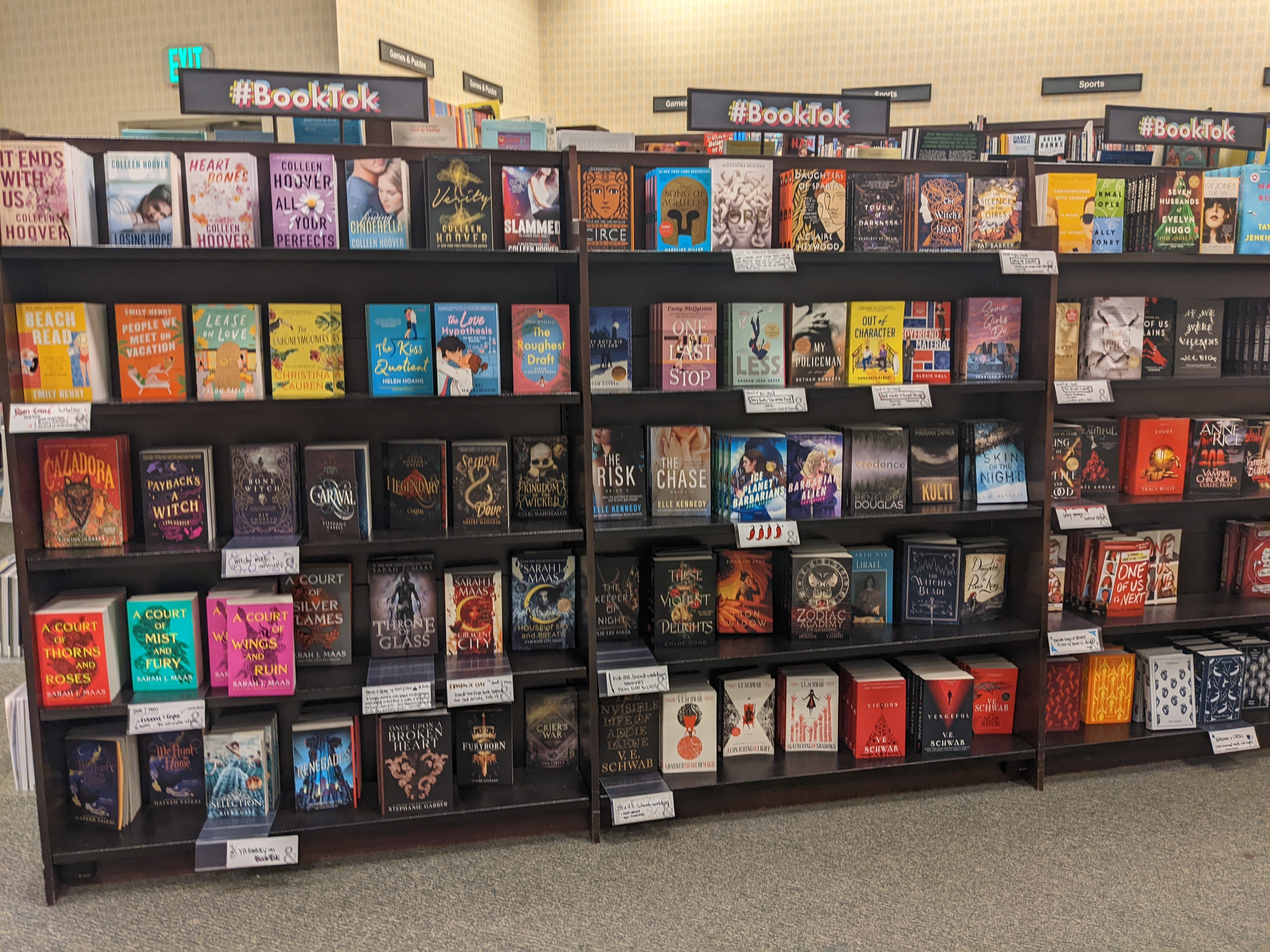
BookTok sekce knih v americké knihkupectví Barnes & Noble

Vlivem BookToku se opět více prodávají knihy, které vyšly i v minulé dekádě.[zdroj⁠?!] Tento jev se objevil například u knihy Achilleova píseň od Madeline Millerové, která byla poprvé vydána v roce 2011. U těchto knih také vznikají nové přebaly, nebo pokud se jedná o série, objevuje se její dlouho očekávané pokračování. Vznikají i filmová ztvárnění knih. Mezi takové knihy patří kniha s názvem Námi to končí napsaná Colleen Hooverovou. Kniha poprvé vyšla v roce 2016, ale na popularitě nejvíce získala v roce 2022. Samotná autorka se díky BookToku stala velmi populární a je považována[kým?] za „královnu BookToku“.[zdroj⁠?!] V amerických knihkupectvích Barnes & Noble a Books-A-Million se objevují police a sekce, které jsou přímo zaměřené na knihy z BookToku a na webových stránkách knihkupectví je vytvořena samostatná sekce pro tyto knihy.

## Populární BookTok knihy
„Knihy BookTok“ jsou knihy, o kterých se na platformě mluví nejčastěji a často díky tomu zaznamenaly velký nárůst v prodeji.[zdroj⁠?!] Mezi tyto knihy patří:
- Dvůr trnů a růží od Sarah J. Maasové
- Atlasova šestka od Olivie Blakeové
- Čtvrté křídlo od Rebeccy Yarrosové
- Barbaři z ledové planety od Ruby Dixonové
- Námi to končí od Colleen Hooverové
- Neviditelný život Addie LaRue od V. E. Schwabové
- Storočí od Alexe Astera
- Teorie lásky od Ali Hazelwoodové
- Můj odpočinkový rok od Ottessy Moshfeghové
- Sedm manželů Evelyn Hugo od Taylor Jenkins Reidové
- Šest vran od Leigh Bardugové
- Achilleova píseň od Madeline Millerové
- Oba na konci zemřou od Adama Silvery
- Ostrov lhářů od E. Lockhartové
- Naše zakázané vášně od Chloe Gongové
- Skleněný trůn od Sarah J. Maasové
- Krutý princ od Holly Blackové